# Prélèvement d'organes à cœur arrêté
Les prélèvements d'organes « à cœur arrêté » sont une modalité particulière de don d'organe pour lequel la mort du donneur n'est plus seulement cérébrale mais consécutive à un arrêt cardiaque jugé irréversible.

## Technique
Les donneurs potentiels sont des personnes en arrêt cardiaque irréversible après arrêt des mesures de réanimation.
Le délai après laquelle une asystolie (tracé électrocardiographique plat) est considérée comme irréversible est de l'ordre d'une minute, après arrêt des mesures de réanimation. La plupart des sociétés savantes nationales exigent plus de 5 minutes de délai.
Excepté le cœur, tous les organes sont aujourd'hui concernés, le foie et les reins sont prélevés systématiquement. Des cas isolés de transplantations cardiaques chez l'enfant ont été réalisés.

## Historique
Après avoir été abandonnés vers la fin des années 1960, puisqu’entre 1968 et 2006, seuls les prélèvements d'organes sur donneurs en état de mort encéphalique ont été pratiqués en France (pour ce qui est des donneurs « décédés »), les prélèvements « à cœur arrêté » ont repris en 2006. Cette technique de prélèvement d’organes, sur patients « en état d’arrêt cardiaque et respiratoire persistant », est très utilisée dans certains pays, où elle peut concerner jusqu’à 50 % des donneurs.
Parmi les premiers prélèvements d’organes effectués en France, beaucoup l’ont été sur patients « à cœur arrêté ». Il ne s’agit donc pas là d’une nouvelle technique. Les premiers prélèvements de reins effectués en France dans cette situation l’ont été sur des condamnés à mort, guillotinés à la prison de La Santé. Juste après leur exécution, une équipe médicale se précipitait sur eux, afin de remplacer leur sang par des liquides de refroidissement, et une ambulance conduisait à l’hôpital ces « candidats » au prélèvement d’organes (reins)…

## Éthique
La pratique du prélèvements d'organes à cœur arrêté pose certains problèmes d'ordre éthique, dont les principaux sont la faible certitude[réf. souhaitée] de l'irréversibilité de l'arrêt cardiaque, et les risques de dérive des équipes médicales confrontées à une demande forte de greffes et à un faible nombre de donneurs.
Pour pallier ces risques, les conditions à respecter pour recourir à cette pratique sont très importantes, du moins en France.
Cela n'a pas empêché en juin 2008 la survenue d'un incident exceptionnel : un homme a donné signe de vie alors que l'équipe chirurgicale était conviée à lui prélever ses organes dans un hôpital parisien.

## Classification de Maastricht
Ces donneurs ont été classés en quatre catégories clairement identifiées lors d’un Conférence internationale à Maastricht (International Workshop on Nonheart-Beating donors) en 1995, à l'initiative de Gauke Kootstra et concernent,, :
| Catégorie de Maastricht | Définition |
| ----------------------- | --- |
| I                       | personnes qui font un arrêt cardiaque en dehors de tout contexte de prise en charge médicalisée et qui sont décédées à l'arrivée des secours qualifiés                                                                         |
| II                      | personnes qui font un arrêt cardiaque en présence de secours qualifiés, aptes à réaliser un massage cardiaque et une ventilation mécanique efficaces, mais dont la réanimation ne permettra pas une récupération hémodynamique |
| III                     | personnes pour lesquelles une décision d’arrêt de soins thérapeutique ou de limitation thérapeutique est prise en raison du pronostic des pathologies et nécessitera une prise en charge en réanimation                        |
| IV                      | personnes décédées en mort encéphalique qui font un arrêt cardiaque irréversible au cours de la prise en charge en réanimation                                                                                                 |
| V                       | personnes décédées par euthanasie (uniquement en Belgique et aux Pays-Bas) |

## Disparité des pratiques à l’échelle internationale

### La pratique en France
Les prélèvements « à cœur arrêté » se font exclusivement sur des donneurs appartenant à la catégorie ou classe I, II ou IV. Les donneurs potentiels appartenant à la catégorie III (situation d’arrêt de soins) sont autorisés en France depuis 2014.
Le protocole médical rédigé par l’Agence française de la biomédecine précise que le diagnostic de la mort est établi par le médecin qui est responsable du patient en toute indépendance des équipes de prélèvement et de greffe. Il est seulement rappelé les recommandations de délai minimum pour la déclaration du décès :
- la constatation d’un arrêt cardiaque réfractaire est défini par l’échec des manœuvres de ressuscitation (massage et réanimation cardio-respiratoire réalisée dans des conditions optimales) et la constatation, dans ces conditions de réanimation, d’une période d’au moins 30 minutes sans aucune efficacité cardiaque électrique et a fortiori hémodynamique ;
- la constatation pendant 5 minutes, après l’arrêt des manœuvres de ressuscitation d’un tracé électrocardiographique d’asystolie irréversible (tracé plat). Ce tracé doit si possible être enregistré pendant 5 minutes consécutives.

Les équipes médicales chargées de la réanimation du sujet en arrêt cardiaque réfractaire sont libres de poursuivre toutes les manœuvres de ressuscitation, quelles qu’elles soient, autant que l’impose les conditions de survenue de l’arrêt cardiocirculatoire, les antécédents et l’âge du patient.
Le sujet est examiné comme un potentiel donneur seulement après le constat du caractère irréversible de l’arrêt des fonctions cardio-respiratoires. Par contre, le protocole médical précise que le prélèvement d’organe ne peut être envisagé que si la durée estimée d’arrêt cardiaque non réanimé est inférieure à trente minutes et si le temps entre le début de l’arrêt cardiaque, son traitement, la « période d’observation », le transfert avec reprise des manœuvres et la mise en place des moyens de préservation des organes est inférieur à 120 min.
En France, ce type de prélèvement est pratiqué depuis fin 2006, dans 9 établissements pilotes. Une expérience qui devrait se généraliser à l'ensemble du territoire prochainement.

### La pratique aux États-Unis
Aux États-Unis, les prélèvements « à cœur arrêté » se font essentiellement sur des donneurs appartenant à la catégorie ou classe III (situation d’arrêt de soins). Des recommandations sur cette pratique ont été publiées en 2006 après une conférence nationale.
Ce type de prélèvement a fortement augmenté aux États-Unis avec près de 645 interventions en 2006, ce qui correspond à près de 8 % des donneurs décédés, l'essentiel des dons étant fait après arrêt de toute réanimation, entraînant alors l'arrêt cardio-circulatoire définitif.